# Helmut Lensing
Helmut Lensing (né en 1961 à Wietmarschen) est un historien et écrivain allemand.

## Distinctions
En 2016, Lensing reçoit la médaille régionale de l'Association régionale du pays de l'Ems (de), qui sont décernés à des personnalités ayant rendu des services exceptionnels à la préservation de la culture et de la patrie ou à la recherche historique régionale.

## Publications
Cette bibliographie recense trop d'ouvrages (juin 2023). Les ouvrages doivent être de « référence » dans le domaine du sujet de l'article. Il peut être souhaitable de les insérer dans une référence et de les enlever de la section « bibliographie ». Il peut être également utile de créer un article bibliographique spécifique.
 (juin 2023).
- Die Nationalsozialistische Betriebszellen-Organisation und die NS-Machtergreifung in der Grafschaft Bentheim, in: Bentheimer Jahrbuch 1993 (Das Bentheimer Land, Bd. 125), Bad Bentheim 1992, S. 167–194.
- Bertha von Suttner – „Der Kampf um die Vermeidung des Weltkrieges“, in: Horst Gründer (Hrsg.), Geschichte und Humanität (Europa – Übersee. Historische Studien, Bd. 1), Münster/Hamburg 1993, S. 181–195.
- Die Landvolk-in-Not-Bewegung von 1928 im Emsland, in: Jahrbuch des Emsländischen Heimatbundes Bd. 40/1994, Sögel 1993, S. 44–63.
- Die Presselandschaft der Grafschaft Bentheim bis 1945, in: Bentheimer Jahrbuch 1994 (Das Bentheimer Land, Bd. 129), Bad Bentheim 1993, S. 203–248.
- Die Wahlen zum preußischen Abgeordnetenhaus im Wahlkreis Lingen-Bentheim 1867–1913, in: Osnabrücker Mitteilungen. Mitteilungen des Vereins für Geschichte und Landeskunde von Osnabrück (Historischer Verein), Bd. 98, Osnabrück 1993, S. 161–204.
- Betriebsratswahlen im Lingener Reichsbahnausbesserungswerk während der Weimarer Republik, in: Jahrbuch des Emsländischen Heimatbundes, Bd. 41/1995, Sögel 1994, S. 82–103.
- Der Deutsche Bauernbund in der Grafschaft Bentheim, in: Bentheimer Jahrbuch 1995 (Das Bentheimer Land, Bd. 133), Bad Bentheim 1994, S. 241–261.
- Die nationalsozialistische Gleichschaltung der Landwirtschaft im Emsland und in der Grafschaft Bentheim, in: Studiengesellschaft für Emsländische Regionalgeschichte (Hrsg.), Emsländische Geschichte, Bd. 4, Bremen 1994, S. 45–123.
- Wahlen, Parteien und Verbände in Schüttorf von 1867 bis 1933, in: Heinrich Voort (Schriftleitung), 1295–1995. 700 Jahre Stadtrechte Schüttorf. Beiträge zur Geschichte. Hrsg. von der Stadt Schüttorf (Das Bentheimer Land, Bd. 134), Bad Bentheim 1995, S. 333–438.
- August Degen (de) – Ein Pionier der emsländischen Landwirtschaft, in: Jahrbuch des Emsländischen Heimatbundes, Bd. 42/1996, Sögel 1995, S. 288–305.
- Der Kapp-Lüttwitz-Putsch im Emsland und in der Grafschaft Bentheim und seine Auswirkungen, in: Studiengesellschaft für Emsländische Regionalgeschichte (Hrsg.), Emsländische Geschichte, Bd. 5, Bremen 1996, S. 45–104.
- Wilhelm Staehle und die Niederschlagung des chinesischen Boxeraufstandes – eine unbekannte Episode aus dem Leben des späteren Widerstandskämpfers, in: Bentheimer Jahrbuch 1997 (Das Bentheimer Land, Bd. 139), Bad Bentheim 1996, S. 181–214.
- Die SPD in Schüttorf von den Anfängen bis 1933, in: Studiengesellschaft für Emsländische Regionalgeschichte (Hrsg.), Emsländische Geschichte, Bd. 6, Dohren 1997, S. 33–88.
- Art. Borgmann, Wilhelm (de), in: Studiengesellschaft für Emsländische Regionalgeschichte (Hrsg.), Emsländische Geschichte, Bd. 6, Dohren 1997, S. 155–158.
- Art. Deymann, Matthias (de), in: Studiengesellschaft für Emsländische Regionalgeschichte (Hrsg.), Emsländische Geschichte, Bd. 6, Dohren 1997, S. 198–201.
- Art. Gronewald, Johannes, in: Studiengesellschaft für Emsländische Regionalgeschichte (Hrsg.), Emsländische Geschichte, Bd. 6, Dohren 1997, S. 222–225.
- Art. Kuhr, Heinrich (de), in: Studiengesellschaft für Emsländische Regionalgeschichte (Hrsg.), Emsländische Geschichte Bd. 6, Dohren 1997, S. 238–245.
- Die Gründung der ersten Arbeitergewerkschaften in der Grafschaft Bentheim 1902, in: Studiengesellschaft für Emsländische Regionalgeschichte (Hrsg.), Emsländische Geschichte, Bd. 7, Dohren 1998, S. 86–112.
- Art. Bening, Heinrich (de), in: Studiengesellschaft für Emsländische Regionalgeschichte (Hrsg.), Emsländische Geschichte Bd. 7, Dohren 1998, S. 121–125.
- Art. Langewand, Franz, in: Studiengesellschaft für Emsländische Regionalgeschichte (Hrsg.), Emsländische Geschichte Bd. 7, Dohren 1998, S. 196–198.
- Art. Lodemann, Christian, in: Studiengesellschaft für Emsländische Regionalgeschichte (Hrsg.), Emsländische Geschichte, Bd. 7, Dohren 1998, S. 198–199.
- Art. Pennemann, Theodor (de), in: Studiengesellschaft für Emsländische Regionalgeschichte (Hrsg.), Emsländische Geschichte, Bd. 7, Dohren 1998, S. 212–216.
- Art. Schulte-Eißing, Heribert, in: Studiengesellschaft für Emsländische Regionalgeschichte (Hrsg.), Emsländische Geschichte Bd. 7, Dohren 1998, S. 235–244.
- Art. Schümer, Georg, in: Studiengesellschaft für Emsländische Regionalgeschichte (Hrsg.), Emsländische Geschichte, Bd. 7, Dohren 1998, S. 244–249.
- Art. Schwenne, Gerhard, in: Studiengesellschaft für Emsländische Regionalgeschichte (Hrsg.), Emsländische Geschichte Bd. 7, Dohren 1998, S. 249–254.
- Art. Stuke, Karl, in: Studiengesellschaft für Emsländische Regionalgeschichte (Hrsg.), Emsländische Geschichte, Bd. 7, Dohren 1998, S. 271–275.
- Die Wahlen zum Reichstag und zum Preußischen Abgeordnetenhaus im Emsland und in der Grafschaft Bentheim 1867 bis 1918 – Parteiensystem und politische Auseinandersetzung im Wahlkreis Ludwig Windthorsts während des Kaiserreichs (Emsland/Bentheim. Beiträge zur Geschichte, Bd. 15), Sögel 1999 (= Diss. phil. Münster 1997).
- Wahlmanipulationen im Landtagswahlkreis Lingen-Bentheim, in: Mitteilungen des Vereins für Geschichte und Landeskunde von Osnabrück (Historischer Verein), Bd. 104, Osnabrück 1999, S. 253–275.
- Die Betriebsratswahlen in der Nordhorner Textilindustrie während der Weimarer Republik – Ein Beitrag zur Geschichte der Arbeiterbewegung in der Grafschaft Bentheim, in: Studiengesellschaft für Emsländische Regionalgeschichte (Hrsg.), Emsländische Geschichte, Bd. 8, Haselünne 2000, S. 41–104.
- Der Christlich-Soziale Volksdienst in der Grafschaft Bentheim und im Emsland – Die regionale Geschichte einer streng protestantischen Partei in der Endphase der Weimarer Republik, in: Studiengesellschaft für Emsländische Regionalgeschichte (Hrsg.), Emsländische Geschichte, Bd. 9, Haselünne 2001, S. 63–133.
- Die politische Partizipation der Bürger – Wahlen und Parteien in der Grafschaft Bentheim, in: Heinrich Voort (Hrsg.), 250 Jahre Bentheim – Hannover. Die Folgen einer Pfandschaft 1752–2002. Hrsg. i. A. des Landkreises Grafschaft Bentheim, Bad Bentheim 2002, S. 127–266.
- Die Deutsch-Hannoversche Partei in der Grafschaft Bentheim, in: Studiengesellschaft für Emsländische Regionalgeschichte (Hrsg.), Emsländische Geschichte, Bd. 10, Haselünne 2003, S. 246–291.
- Art. Hoffmann, Otto, in: Studiengesellschaft für Emsländische Regionalgeschichte (Hrsg.), Emsländische Geschichte, Bd. 10, Haselünne 2003, S. 315–321.
- Der Heimat- und Verkehrsverein Lingen (1930-1963). Ein Beitrag zur Geschichte der Heimatvereine und des Fremdenverkehrs im Emsland (Materialien zur Lingener Geschichte, Bd. 4), Lingen 2004.
- Der Ausbruch des Ersten Weltkriegs in der Grafschaft Bentheim, in: Bentheimer Jahrbuch 2005 (Das Bentheimer Land, Bd. 170), Bad Bentheim 2004, S. 237–252.
- Der Aufbau einer zentralen Zentrumsorganisation für die Provinz Hannover 1909/10 aus Sicht der emsländischen Parteipresse, in: Osnabrücker Mitteilungen 2004. Mitteilungen des Verein für Geschichte und Landeskunde von Osnabrück (Historischer Verein), Bd. 109, Osnabrück 2004, S. 251–266.
- Pascal Langenbach/Helmut Lensing, Die Deutschnationale Volkspartei in Meppen 1928 bis 1933, in: Studiengesellschaft für Emsländische Regionalgeschichte (Hrsg.), Emsländische Geschichte, Bd. 11, Haselünne 2004, S. 136–176.
- Art. Beckmann, Rudolf, in: Studiengesellschaft für Emsländische Regionalgeschichte (Hrsg.), Emsländische Geschichte, Bd. 11, Haselünne 2004, S. 236–245.
- Die emsländische Presselandschaft im „Dritten Reich“, in: Reinhard Bojer (Hrsg.), Emsländische Heimatkunde im Nationalsozialismus 1933 – 1945. Heimatkundliches aus emsländischen Tageszeitungen, Bd. 1, Lingen/Ems 2005, S. 17–51.
- Wilhelm Berge (de), Die Stadt Schüttorf im Weltkriege 1914 – 1918 und zur Zeit der Geldentwertung 1918/23. Bearbeitet von Helmut Lensing, in: Studiengesellschaft für Emsländische Regionalgeschichte (Hrsg.), Emsländische Geschichte, Bd. 12, Haselünne 2005, S. 25–64.
- Art. Barlage, Heinrich Nikolaus Ambrosius, in: Studiengesellschaft für Emsländische Regionalgeschichte (Hrsg.), Emsländische Geschichte, Bd. 12, Haselünne 2005, S. 310–320.
- Art. Diepenbrock, Johann Bernard, in: Studiengesellschaft für Emsländische Regionalgeschichte (Hrsg.), Emsländische Geschichte, Bd. 12, Haselünne 2005, S. 325-
- Art. Zahn, Richard (de), in: Studiengesellschaft für Emsländische Regionalgeschichte (Hrsg.), Emsländische Geschichte, Bd. 12, Haselünne 2005, S. 393–400.
- 1906 – 2006. 100 Jahre Raiffeisen-Warengenossenschaft Lohne. Vom landwirtschaftlichen Consum-Verein zur modernen Dienstleistungsgenossenschaft, Lingen 2006.
- Der Aufstieg der Nationalsozialistischen Deutschen Arbeiterpartei in der Grafschaft Bentheim 1923 – 1933, in: Osnabrücker Mitteilungen. Mitteilungen des Vereins für Geschichte und Landeskunde von Osnabrück (Historischer Verein), Bd. 111, Osnabrück 2006, S. 255–296.
- Olaf Zwake/Helmut Lensing: Die Hitler-Jugend im Lingener Land 1933 – 1936. Eine neue Sozialisationsinstanz zwischen Anspruch und Alltagsleben, in: Studiengesellschaft für Emsländische Regionalgeschichte (Hrsg.), Emsländische Geschichte, Bd. 13, Haselünne 2006, S. 199–318.
- Der „Verein Christlicher Heuerleute“ 1919 bis 1933 – Eine bedeutende Interessenorganisation ländlicher Unterschichten im deutschen Nordwesten, in: Jahrbuch des Emsländischen Heimatbundes, Bd. 53/2007, Sögel 2006, S. 45–90.
- Emanuel von Galen-Beversundern – Sein Kontakt zum Nationalsozialismus und zum NS-Regime, in: Joachim Kuropka (Hrsg.), Streitfall Galen. Studien und Dokumente, Münster 2007, S. 223–246.
- Die Region Emsland/Grafschaft Bentheim von der Gründungsphase des Kaiserreichs bis zur NS-Machtergreifung. Eine Handreichung für den Unterricht in den Sekundarstufen I und II. Hrsg. von der Emsländischen Landschaft. Teil 1: Quellen von der Gründungsphase des Kaiserreichs bis zum Kriegsende 1918, Sögel 2007.
- Art. Illies, Eymer Friedrich, in: Studiengesellschaft für Emsländische Regionalgeschichte (Hrsg.), Emsländische Geschichte, Bd. 14, Haselünne 2007, S. 267–274.
- Der reformierte Protestantismus in der Grafschaft Bentheim während der Weimarer Republik und das Aufkommen des Nationalsozialismus bis zu seiner Etablierung Ende 1933, in: Jahrbuch der Gesellschaft für niedersächsische Kirchengeschichte, Bd. 105/2007, Hannover 2008, S. 95–166.
- Republikanische Wehrorganisationen im Emsland – Das „Reichsbanner Schwarz-Rot-Gold“, die „Eiserne Front“ und die „Volksfront gegen Radikalismus und soziale Reaktion“, in: Emsland-Jahrbuch. Jahrbuch des Emsländischen Heimatbundes, Bd. 55/2009, Sögel 2008, S. 45–72.
- Die Beseitigung des Niederländischen als Kirchensprache in der altreformierten Kirche der Grafschaft Bentheim durch den NS-Staat 1936 – 1939, in: Studiengesellschaft für Emsländische Regionalgeschichte (Hrsg.), Emsländische Geschichte, Bd. 15, Haselünne 2008, S. 237–287.
- Die Region Emsland/Grafschaft Bentheim von der Gründungsphase des Kaiserreichs bis zur NS-Machtergreifung. Eine Handreichung für den Unterricht in den Sekundarbereichen I und II. Hrsg. von der Emsländischen Landschaft für die Landkreise Emsland und Grafschaft Bentheim. Teil II: Quellen von der Novemberrevolution 1918 bis zur Konsolidierung der NS-Diktatur Ende 1933. Teilbände 1 und 2, Sögel 2009.
- Der reformierte Bekenntnispastor Friedrich Middendorff (de) und der „Kirchenkampf“ in Schüttorf, in: Osnabrücker Mitteilungen, Bd. 114, Osnabrück 2009, S. 147–192.
- Niederländische Nationalsozialisten in der Grafschaft Bentheim während der Anfangsphase des „Dritten Reichs“ – Die „Nationaal-Socialistische Nederlandsche Arbeiders Partij“ (NSNAP) und die „Nationaal-Socialistische Beweging“ (NSB) 1933-1935, in: Bentheimer Jahrbuch 2010 (Das Bentheimer Land, Bd. 195), Bad Bentheim 2009, S. 267–295.
- Art. Russell, Emil (de), in: Studiengesellschaft für Emsländische Regionalgeschichte (Hrsg.), Emsländische Geschichte, Bd. 16, Haselünne 2009, S. 215–225.
- Art. Ständer, Joseph Benno, in: Studiengesellschaft für Emsländische Regionalgeschichte (Hrsg.), Emsländische Geschichte, Bd. 16, Haselünne 2009, S. 238–272.
- Apotheker, Dichter, Heimatfreund – Trautmanns Leben und Bedeutung, in: Albert Trautmann (de), Hümmlinger Skizzen. Erweiterte Ausgabe zum 100-jährigen Jubiläum der Erstveröffentlichung. Hrsg. vom Arbeitskreis 100 Jahre „Hümmlinger Skizzen“, Sögel 2010, S. 347–378.
- Art. Deymann, Heinrich, gen. Heinz, in: Studiengesellschaft für Emsländische Regionalgeschichte (Hrsg.), Emsländische Geschichte, Bd. 17, Haselünne 2009, S. 349–390.
- Art. zum Sande, Johannes Lambert (de), in: Studiengesellschaft für Emsländische Regionalgeschichte (Hrsg.), Emsländische Geschichte, Bd. 17, Haselünne 2009, 408–412.
- Der Zweite Weltkrieg in der Grafschaft Bentheim und im Lingener Land – Heimat und Front im Spiegel der Kriegsbriefe der Grafschafter und Lingener NSDAP, in: Studiengesellschaft für Emsländische Regionalgeschichte (Hrsg.), Emsländische Geschichte, Bd. 17, Haselünne 2009, S. 449–541.
- Antidemokratische Wehrverbände im Emsland während der Weimarer Republik – Der „Rote Frontkämpferbund“ (RFB), der „Stahlhelm“ und die nationalsozialistische „Sturm-Abteilung“ (SA), in: Emsland-Jahrbuch. Jahrbuch des Emsländischen Heimatbundes Bd. 57/2011, Sögel 2010, S. 49–84.
- Ludwig Windthorst – Neue Facetten seines politischen Wirkens (Studien und Quellen zur Geschichte des Emslandes und der Grafschaft Bentheim, Bd. 1), Haselünne 2011.
- Die altreformierten Gemeinden Nordhorn und Brandlecht von den Anfängen bis zum Ende des Zweiten Weltkriegs, in: Gerrit Kortmann/Gerrit Wieking (Redaktion), „Das ist ein köstlich Ding, dem Herrn danken …“ 100 Jahre Evangelisch-altreformierte Gemeinde Nordhorn 1911 – 2011. Hrsg. von der Ev.-altreformierten Kirchengemeinde, Nordhorn 2011, S. 11–244.
- Vom Ersten Weltkrieg bis zur Durchsetzung der NS-Diktatur. Neuenhaus von 1914 bis 1933, in: Neuenhaus – Ansichten und Einblicke. Aspekte einer Stadtgeschichte. Hrsg. von Ruth Prinz/Peter Koop für die Stadt Neuenhaus und der Volkshochschule Grafschaft Bentheim. Schriftleitung: Hubert Titz (Schriftenreihe der Volkshochschule Grafschaft Bentheim, Bd. 30), Nordhorn/Bad Bentheim/Neuenhaus 2011, S. 246–299.
- Erhard Nerger/Helmut Lensing, Die Uferschnepfe (Limosa limosa) – ein nicht nur im Emsland und in der Grafschaft Bentheim stark gefährdeter Schnepfenvogel, in: Studiengesellschaft für Emsländische Regionalgeschichte (Hrsg.), Emsländische Geschichte, Bd. 19, Haselünne 2012, S. 22–53.
- Art. van der Linde, Carl, in: Studiengesellschaft für Emsländische Regionalgeschichte (Hrsg.), Emsländische Geschichte, Bd. 19, Haselünne 2012, S. 331–363.
- „Wenn nötig, streiken wir zehn Jahre“ – Der große Torfarbeiterstreik von 1961, in: Michael Haverkamp (Hrsg.), Von den Heseper Torfwerken zur Klasmann-Deilmann GmbH 1913–2013. Katalog zur Ausstellung, Bramsche 2013, S. 346–363.
- De NSNAP en de NSB onder de Nederlanders in de graafschap Bentheim 1933-’35, in: Jaarboek Twente 2014, Enschede 2013, S. 57–69.
- Die „Nationalsozialistische Deutsche Arbeiterpartei“ (NSDAP) im Emsland von ihren Anfängen bis zum Beginn der NS-Diktatur 1933, in: Studiengesellschaft für Emsländische Regionalgeschichte (Hrsg.), Emsländische Geschichte, Bd. 20, Haselünne 2013, S. 258–481.
- Die altreformierte Gemeinde Nordhorn und ihre Denekamper Gemeindeglieder 1911 bis 1936 – Probleme einer grenzüberschreitenden Kirchengemeinde, in: Osnabrücker Mitteilungen. Mitteilungen des Vereins für Geschichte und Landeskunde von Osnabrück (Historischer Verein) Bd. 118, Osnabrück 2013, S. 85–103.
- Helmut Lensing/Bernd Robben, „Wenn der Bauer pfeift, dann müssen die Heuerleute kommen!“ – Betrachtungen und Forschungen zum Heuerlingswesen in Nordwestdeutschland, Haselünne 2014 (1. Auflage Haselünne 2014, 9. erweiterte Auflage Haselünne 2019).
- Das Birkwild (Tetrao tetrix t.) in der Grafschaft Bentheim und im Emsland – Ist der „schwarze Ritter“ für immer verschwunden?, in: Studiengesellschaft für Emsländische Regionalgeschichte (Hrsg.), Emsländische Geschichte, Bd. 21, Haselünne 2014, S. 123–171.
- Grafschafter Schulchroniken – Ein unbekannte Fundgrube für Bildquellen zum Schul- und Alltagsleben, in: Bentheimer Jahrbuch 2016 (Das Bentheimer Land, Bd. 189), Nordhorn 2015, S. 29–54.
- Nagelungen im Ersten Weltkrieg – Die Nagelung von Kriegswahrzeichen in der Grafschaft, in: Bentheimer Jahrbuch 2016 (Das Bentheimer Land, Bd. 189), Nordhorn 2015, S. 55–64.
- Gewinner im regionalen Strukturwandel. Die Grafschaft Bentheim, in: Christof Rass/Hans-Werner Niemann (Hrsg.), WIR.UNTERNEHMEN.GEMEINSAM. Die IHK Osnabrück – Emsland – Grafschaft Bentheim 1866 bis 2016. Hrsg. im Auftrag der IHK Osnabrück – Emsland – Grafschaft Bentheim, Osnabrück 2016, S. 229–247.
- Schulisches Leben in Nordhorn während des „Dritten Reichs“, in: Werner Rohr (Schriftleitung), Nordhorn im 3. Reich. Hrsg. von der VHS Landkreis Grafschaft Bentheim/Studiengesellschaft für Emsländische Regionalgeschichte (Geschichtswerkstatt an der Volkshochschule der Stadt Nordhorn für den Landkreis Grafschaft Bentheim, Band 8; Schriftenreihe der Volkshochschule der Stadt Nordhorn, Bd. 14), Haselünne 2016 (3. überarbeitete und deutlich erweiterte Auflage), S. 86–112.
- Die Nordhorner christlichen Kirchen im „Dritten Reich“, in: VHS Landkreis Grafschaft Bentheim/Studiengesellschaft für Emsländische Regionalgeschichte (Hrsg.), Nordhorn im 3. Reich (Geschichtswerkstatt an der Volkshochschule der Stadt Nordhorn für den Landkreis Grafschaft Bentheim, Band 8; Schriftenreihe der Volkshochschule der Stadt Nordhorn, Bd. 14), Haselünne 2016 (3. überarbeitete und deutlich erweiterte Auflage), S. 202–254.
- Der lange Überlebenskampf des Goldregenpfeifers (Pluvialis apricaria apricaria) im Raum Emsland/Grafschaft Bentheim, in: Studiengesellschaft für Emsländische Regionalgeschichte (Hrsg.), Emsländische Geschichte, Bd. 23, Haselünne 2016, S. 58–97.
- Art. Kobitzki, Ferdinand Emil, in: Studiengesellschaft für Emsländische Regionalgeschichte (Hrsg.), Emsländische Geschichte, Bd. 24, Haselünne 2017, S. 228–243.
- Art. Sauvagerd, Karl, in: Studiengesellschaft für Emsländische Regionalgeschichte (Hrsg.), Emsländische Geschichte, Bd. 24, Haselünne 2017, S. 244–300.
- Der Staatsumschwung von 1918/19 in einer katholisch-agrarischen Region – Die Revolution in den emsländischen Landkreisen Aschendorf und Hümmling, in: Studiengesellschaft für Emsländische Regionalgeschichte (Hrsg.), Emsländische Geschichte, Bd. 24, Haselünne 2017, S. 302–353.
- Bernd Robben/Martin Skibicki/Helmut Lensing/Georg Strodt, Heuerhäuser im Wandel – Vom ärmlichen Kotten zum individuellen Traumhaus, Haselünne 2017.
- Krieg aus Kindersicht. Der Erste Weltkrieg in Schulaufsätzen aus Lage bei Neuenhaus 1914–1919, in: Bentheimer Jahrbuch 2019 (Das Bentheimer Land, Bd. 223), Nordhorn 2018, S. 173–194.
- Feiern mitten im Weltkrieg. Das Reformationsjubiläum 1917 in der Grafschaft Bentheim, in: Bentheimer Jahrbuch 2019 (Das Bentheimer Land, Bd. 223), Nordhorn 2018, S. 223–238.
- Das Rebhuhn (Perdix p. pedix und Perdix p. shagnetorum) im Emsland und in der Grafschaft Bentheim – Ein Alltagsvogel verschwindet, in: Studiengesellschaft für Emsländische Regionalgeschichte (Hrsg.), Emsländische Geschichte, Bd. 25, Haselünne 2018, S. 22–55.
- Die Zentrumspartei in der Provinz Hannover während der Weimarer Republik – Teil 1, in: Studiengesellschaft für Emsländische Regionalgeschichte (Hrsg.), Emsländische Geschichte 25, Haselünne 2018, S. 57–221 (Teil 2 in: Emsländische Geschichte. Bd. 26, Haselünne 2019, S. 44–112, Teil 3 in: Emsländische Geschichte. Bd. 27, Haselünne 2020, S. 137–216).
- Eugen Kotte (de)/Helmut Lensing (Hrsg.), Die Grafschaft Bentheim im Ersten Weltkrieg – „Heimatfront“ an der deutsch-niederländischen Grenze (Das Bentheimer Land, Bd. 222), Nordhorn 2018.
- Gegen Kriegsmündigkeit und Friedenssehnsucht – Die Deutsche Vaterlandspartei in der Grafschaft Bentheim 1917/18, in: Eugen Kotte/Helmut Lensing (Hrsg.), Die Grafschaft Bentheim im Ersten Weltkrieg – „Heimatfront“ an der deutsch-niederländischen Grenze (Das Bentheimer Land, Bd. 222), Nordhorn 2018, S. 334–349.
- De graafschap Bentheim en de Duitse overval op Nederland in 1940, in: Jaarboek Twente 2020, (Enschede) 2019, S. 24–39.
- „Die deutsche Sprache ist ihm lieb, aber die plattdeutsche ist ihm mehr“ – Karl Sauvagerd: Schneidermeister, Lyriker und grenzüberschreitender Streiter für die niederdeutsche Sprache, in: Karl Sauvagerd, „De Tied blif Baas“ – Ausgewählte Texte und ein Lebensbild. Hrsg. im Auftrag der Heimatfreunde Neuenhaus e.V. von Berend Vette und Klaus Vorrink (Studien und Quellen zur Geschichte des Emslandes und der Grafschaft Bentheim, 3), Haselünne 2019, S. 280–335.
- Die erste Zeitung im Bentheimer Land – Das „Wochenblatt der Grafschaft Bentheim“ 1804–1806, in: Bentheimer Jahrbuch 2021 (Das Bentheimer Land, Bd. 229), Nordhorn 2020, S. 203–214.
- Die Niederdeutsch-Bewegung nach 1945 in den Regionen Grafschaft Bentheim, Emsland und Ost-Niederlande, in: Osnabrücker Mitteilungen. Mitteilungen des Vereins für Geschichte und Landeskunde von Osnabrück (Historischer Verein), Bd. 125, Osnabrück 2020, S. 91–116.